# Scary Monsters (and Super Creeps) (single)
Scary Monsters (and Super Creeps) is een nummer van de Britse muzikant David Bowie en de titeltrack van zijn album Scary Monsters (and Super Creeps) uit 1980. Ook werd het in januari 1981 uitgebracht als de derde single van het album, na "Ashes to Ashes" en "Fashion".
Het nummer is muzikaal gezien opmerkelijk voor het gitaarwerk van Robert Fripp en de op synthesizers lijkende percussie. De tekst werd door Bowie gezongen in een overdreven Cockney-accent en gaat over een vrouw die zich uit de wereld terugtrekt en gaandeweg gek wordt ("When I looked in her eyes they were blue but nobody home - Now she's stupid in the street and she can't socialise"). Thematisch gezien wordt het nummer vergeleken met "She's Lost Control" van Joy Division en de samenwerkingen van Bowie met Iggy Pop op de albums The Idiot en Lust for Life.
De single, teruggebracht naar 3 minuten en 27 seconden terwijl de albumversie 5 minuten en 10 seconden duurde, bereikte de twintigste plaats in het Verenigd Koninkrijk. Het werd uitgevoerd op meerdere tournees van Bowie.

## Tracklijst
- Beide nummers geschreven door Bowie.

1. "Scary Monsters (and Super Creeps)" - 3:27
2. "Because You're Young" - 4:51

De Franse versie van de single bevatte "Up the Hill Backwards" op de B-kant.

## Muzikanten
- David Bowie: zang, keyboards
- Robert Fripp: gitaar
- George Murray: basgitaar
- Dennis Davis: drums
- Tony Visconti: akoestische gitaar